# Octobre 1891

## Événements
- Royaume-Uni : les libéraux adoptent un nouveau programme, qui comprend notamment la reconnaissance du Home Rule pour l’Irlande et la diminution du temps de travail pour les ouvriers.

- 6 octobre : décret de l’État indépendant du Congo reconnaissant les chefferies traditionnelles et proclamant domaine de l’État les terres non occupée de façon apparente par les indigènes (bâties ou cultivées). L’exploitation de l’ivoire, du caoutchouc, de la gomme, etc. devient de fait monopole de l’État.

- 14 - 21 octobre : congrès d’Erfurt. La social-démocratie allemande adopte le programme marxiste d’Engels-Kautski. L’accent et mis sur les réformes démocratiques.

- 28 octobre : tremblement de terre de Nobi au Japon.

- 30 octobre : constitution d’une Polizeitruppe au Cameroun par les Allemands[1]. Les « Dahoméens » sont enrôles de force comme soldat. À la suite de soulèvements populaires et d'une mutinerie en 1893, une Schutztruppe (troupe coloniale) est créée en 1895.

## Naissances
- 2 octobre : Kennon C. Whittle, juge américain († 10 novembre 1967).
- 8 octobre : Ellen Wilkinson, femme politique et écrivain britannique († 6 février 1947).
- 20 octobre : James Chadwick, physicien britannique († 24 juillet 1974).
- 29 octobre : Chucri Zaidan, médecin d'origine syrienne naturalisé brésilien († 16 septembre 1980).